# Primul Congres Continental
Primul Congres Continental, conform originalului [The] First Continental Congress, a fost o întrunire (convenție) de delegați participanți din douăsprezece colonii, față de cele treisprezece colonii nord-americane ale Marii Britanii, care s-au reunit la începutul Revoluției americane, în 5 septembrie 1774, în orașul Philadelphia, atunci parte a coloniei Pennsylvania.
Convocați ca răspuns al documentului numit Coercive Acts, emis de Parlamentul britanic, Congress-ul a fost format din 56 de membri numiți de legislaturile a douăsprezece din cele treisprezece colonii cu excepția Provinciei Georgia, care nu a trimis delegați. Întrunirea Congress-ului a fost scurtă și dedicată opțiunilor aflate la dispoziția coloniștilor, un boicot economic împotriva comerțului britanic, respectiv o petiție adresată regelui George al III-lea pentru rezolvarea acestor probleme.
Membri acestui Prim Congres Continental au realizat că vor trebui să se întrunească din nou pentru un alt Continental Congress în eventualitatea că petiția lor de oprire a Intolerable Acts nu va avea succes. Așa după cum era de așteptat, peționarea Coroanei britanice nu avut nici un fel de efect, astfel încât convocarea unei alte întruniri pan-coloniale, Al Doilea Congres Continental (conform originalului, Second Continental Congress) a fost pregătită pentru anul următor pentru a organiza defensiva coloniilor în ceea ce urma să devină American Revolutionary War.

## Premise
Aidoma Congresului Stamp Act (conform originalului, Stamp Act Congress), care a fost format de coloniștii americani pentru a răspunde mult detestatului Stamp Act din 1765, Primul Congres Continental a fost format mai ales ca răspuns al coloniștilor la Intolerable Acts.
Ideea unui congres continental fusese a lui Benjamin Franklin, pe care a lansat-o aproximativ cu un an înainte de prima întrunire. Atunci, idea lui Franklin nu avusese succes din cauza evenimentelor din Portul Boston (rezultatul evenimentelor cunoscute ca Boston Tea Party)  În mai 1774, Comitetul celor 51 al orașului New York a chemat reprezentanții tuturor coloniilor britanice la o întrunire a unui congres continental care ar fi urmat să se țină la Carpentar's Hall. Totodată, Comitetul celor 51 a declarat,
| “ | "Datorită motivelor enumerate am ajuns la concluzia că un Congres de Deputați din toate Coloniile în general este extrem de dorit, că trebuie să fie realizat/ansamblat fără nici o întârziere și că un număr de rezoluții unanime trebuie să luate în acest caz de urgență fatală". | ” |

| “ | "Upon these reasons we conclude that a Congress of Deputies from all the Colonies in general is of the utmost moment; that it ought to be assembled without delay, and some unanimous resolutions formed in this fatal emergency". | ” |

## Convenția

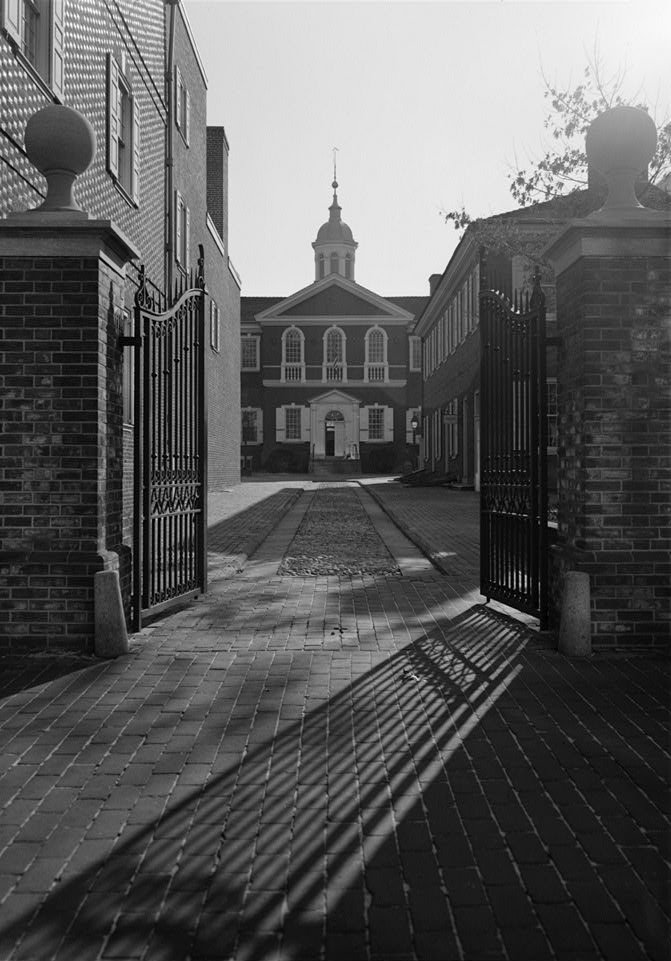
Carpenters' Hall.

### Realizări
Cum acțiunea determinată de “Intolerable Acts” nu fusese modificată de guvernul britanic, coloniile au stopat exporturile lor către Marea Britanie după 10 septembrie 1774. Astfel boicotul organizat și executat de coloniști a avut succes, dar efectul său asupra schimbării politice britanice în coloniile sale din America de Nord a fost anulat de izbucnirea Războiului de independență al Statelor Unite ale Americii în 1775.
Cea de-a doua realizare a Primului Congres a fost organizarea întrunirii Congesului Continental din nou (legislatură cunoscută ca Second Continental Congress), la 10 mai 1775. La grupul coloniilor (douăsprezece din cele treisprezece fondatoare ale Statelor Unite, Georgia fiind singura care nu a participat) care participaseră la Primul Congres Continental, scrisori oficiale de invitație au fost scrise și trimise din nou Provinciei Georgia, dar și Provinciei Quebec, Coloniei insulei Saint John, Provinciei Nova Scotia, respectiv coloniilor Floridei de Est și Floridei de Vest.

## Lista delegaților
| #  | Nume                | Colonie / Provincie | Note |
| -- | ------------------- | ------------------- | ---- |
| 1  | Nathaniel Folsom    | New Hampshire       |      |
| 2  | John Sullivan       | New Hampshire       |      |
| 3  | John Adams          | Massachusetts       |      |
| 4  | Samuel Adams        | Massachusetts       |      |
| 5  | Thomas Cushing      | Massachusetts       |      |
| 6  | Robert Treat Paine  | Massachusetts       |      |
| 7  | Stephen Hopkins     | Rhode Island        |      |
| 8  | Samuel Ward         | Rhode Island        |      |
| 9  | Silas Deane         | Connecticut         |      |
| 10 | Eliphalet Dyer      | Connecticut         |      |
| 11 | Roger Sherman       | Connecticut         |      |
| 12 | James Duane         | New York            |      |
| 13 | John Jay            | New York            |      |
| 14 | Philip Livingston   | New York            |      |
| 15 | Isaac Low           | New York            |      |
| 16 | Simon Boerum        | New York            |      |
| 17 | John Haring         | New York            |      |
| 18 | Henry Wisner        | New York            |      |
| 19 | William Floyd       | New York            |      |
| 20 | Stephen Crane       | New Jersey          |      |
| 21 | John De Hart        | New Jersey          |      |
| 22 | James Kinsey        | New Jersey          |      |
| 23 | William Livingston  | New Jersey          |      |
| 24 | Richard Smith       | New Jersey          |      |
| 25 | Edward Biddle       | Pennsylvania        |      |
| 26 | John Dickinson      | Pennsylvania        |      |
| 27 | Joseph Galloway     | Pennsylvania        |      |
| 28 | Charles Humphreys   | Pennsylvania        |      |
| 29 | Thomas Mifflin      | Pennsylvania        |      |
| 30 | John Morton         | Pennsylvania        |      |
| 31 | Samuel Rhoads       | Pennsylvania        |      |
| 32 | George Ross         | Pennsylvania        |      |
| 33 | Thomas McKean       | Delaware            |      |
| 34 | George Read         | Delaware            |      |
| 35 | Caesar Rodney       | Delaware            |      |
| 36 | Samuel Chase        | Maryland            |      |
| 37 | Robert Goldsborough | Maryland            |      |
| 38 | Thomas Johnson      | Maryland            |      |
| 39 | William Paca        | Maryland            |      |
| 40 | Matthew Tilghman    | Maryland            |      |
| 41 | Richard Bland       | Virginia            |      |
| 42 | Benjamin Harrison   | Virginia            |      |
| 43 | Patrick Henry       | Virginia            |      |
| 44 | Richard Henry Lee   | Virginia            |      |
| 45 | Edmund Pendleton    | Virginia            |      |
| 46 | Peyton Randolph     | Virginia            |      |
| 47 | George Washington   | Virginia            |      |
| 48 | Richard Caswell     | North Carolina      |      |
| 49 | Joseph Hewes        | North Carolina      |      |
| 50 | William Hooper      | North Carolina      |      |
| 51 | Christopher Gadsden | South Carolina      |      |
| 52 | Thomas Lynch, Jr.   | South Carolina      |      |
| 53 | Henry Middleton     | South Carolina      |      |
| 54 | Edward Rutledge     | South Carolina      |      |
| 55 | John Rutledge       | South Carolina      |      |
| 56 | John Alsop          | New York            |      |